# エッフェル65
エッフェル65 (英: Eiffel 65) は、イタリアのユーロダンスグループである。ジェフリー・ジェイ、マウリジオ・ロビーナの2人で構成されている。

## メンバー

### 現メンバー
- ジェフリー・ジェイ（英語版） - ボーカル
- マウリジオ・ロビーナ（英語版） - キーボード

### 旧メンバー
- ガブリー・ボンテ（英語版） - DJ

## 経歴
エッフェル65は、1999年のデビュースタジオアルバム「Europop」からのシングル「Blue (Da Ba Dee」と「Move Your Body」で世界的人気を獲得した。シングルは多くの国で1位を獲得し、アルバムはビルボード200で最高4位を獲得した。次の2枚のアルバム、「Contact!」（2001年）と2003年のセルフタイトルアルバムは国際的な成功を収めなかったが、イタリアでは成功を収めた。
グループははキャリアを通じて、 2000年にワールド・ミュージック・アワードで「世界で最も売れたイタリアのグループ」に選ばれ、ロサンゼルスではBMI USAで「アメリカのラジオで最も放送された曲」に選ばれた。また、「Blue (Da Ba Dee)」でグラミー賞の最優秀ダンス・レコーディング賞にノミネートされた。
エッフェル65は数多くの人気曲のリミックスも手掛けており、UEFAユーロ2000の公式ソングの一つである「One Goal」や、2006年冬季オリンピックの「Living in My City」をレコーディングした。グループは2000万枚以上を売り上げ、イタリアで最も人気のあるエレクトロニック・グループの一つとなっている。
2005年、メンバーのポンテはソロ活動に専念し、その後ジェイとロビーナはブルーム06というデュオとして活動した。その後、2010年に2人組のグループとして再結成された。